# Перемикач

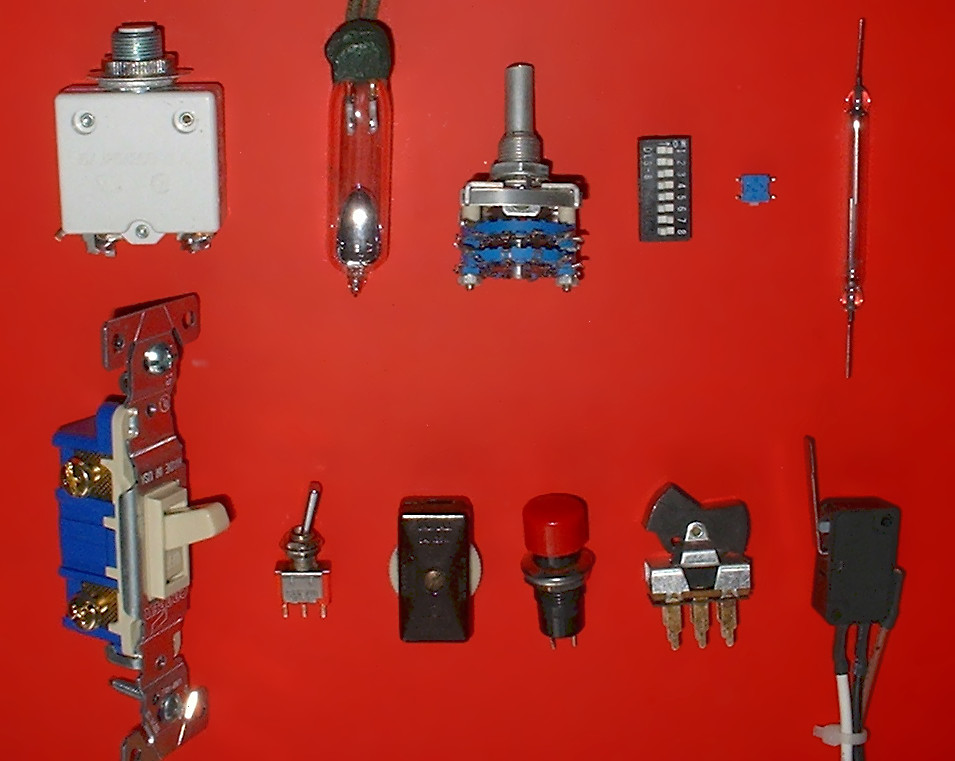
Електричні перемикачі. Зверху, зліва направо: Автоматичний вимикач, ртутне реле, перемикач галетний, перемикач в DIP-корпусі, перемикач для монтажу на поверхню, геркон.
Внизу, зліва направо: настінний вимикач (США), тумблер, вимикач для електромережі, кнопковий вимикач, перемикач клавішний, кінцевий вимикач

Перемика́ч або вимикач, іноді ту́мблер (англ. tumbler від to tumble — «гойдатися», «хитатися») — електронний компонент, електромеханічний пристрій для розмикання електричного кола або перемикання електричного струму з одного провідника на інший.
Пристрій, призначений для зміни з'єднання в одному чи кількох електричних колах.
Перемикачі можуть входити до складу давачів (рос. датчик) і керуватися автоматично вихідними сигналами сенсорів, чутливих до температури, тиску, положення тощо. В термостаті, наприклад, керований температурою перемикач використовується в системі керування тепловим процесом.

## Модель
В ідеальній моделі на контактах перемикача не падає напруга, коли вони замкнуті, і немає обмежень по величині струму і напруги. Під час перехідного процесу наростання і падіння напруги йде миттєво без брязкоту контактів.
Насправді контакти перемикача мають опір, є обмеження по струму і напрузі, час наростання і падіння напруги не дорівнюють нулю. Ці відхилення від ідеальної моделі враховують при розрахунках розгалужених мереж з великою кількістю перемикачів, як наприклад, в телефонних.

## Термінологія
Контакти перемикачів можуть бути або нормально розімкнені (англ. normally open, NO), або нормально замкнені (англ. normally closed, NC).
Для опису варіантів (типів) перемикачів використовують терміни «полюс» (англ. pole) і «напрямок» (англ. throw). Число «полюсів» це кількість електричних кіл, якими керує перемикач. Наприклад, «2-х полюсним» є об'єднання двох наборів контактів вимикача, механізм якого керується однією кнопкою. Число «напрямків» це кількість кіл, які можуть бути замкнуті через один полюс перемикача.
У перемикачах, що мають кілька напрямків, замикання полюса з новим напрямком може відбуватися до розмикання зі старим (англ. make-before-break, MBB), при цьому на мить з полюсом з'єднуються обидва кола; або може відбуватися після розмикання (англ. break-before-make, BBM), яке перериває попереднє коло перед замиканням наступного. У другому випадку під час перемикання полюс деякий час «висить», тобто не з'єднується з жодним з кіл. Вибір типу перемикача — BBM чи MMB — залежить від вимог до функціонування пристрою.
| Тип перемикача (абревіатура) | Значення                  | Опис                                                                                   | Зображення |
| ---------------------------- | ------------------------- | -------------------------------------------------------------------------------------- | ---------- |
| SPST                         | Single pole, single throw | Простий вимикач: Два контакти або з'єднані або роз'єднані. Наприклад, вимикач світла . |            |
| SPDT                         | Single pole, double throw | Простий перемикач: C (COM, Common) підключено до L1 або до L2                          |            |
| DPST                         | Double pole, single throw | Об'єднання двох SPST перемикачів, керованих одним механізмом                           |            |
| DPDT                         | Double pole, double throw | Об'єднання двох SPDT перемикачів, керованих одним механізмом                           |            |

## Контакти
При виборі матеріалу контактів враховують такі властивості, як електропровідність, твердість (стійкість до стирання), механічна міцність, вартість і токсичність.
Іноді контакти покривають плівкою зі шляхетних металів, роблять самоочисними від будь-яких забруднень. Іноді використовують замість металу пластик, який проводить струм. Для таких матеріалів іноді необхідно дотримуватись рекомендованих мінімальних значень струму, при яких поверхня ще залишається провідником.

### Брязкіт контактів

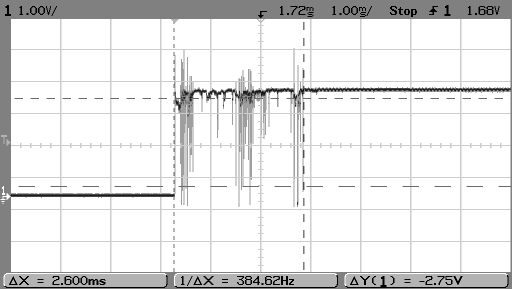
Скачки напруги в колі в момент замикання механічного контакту

Брязкіт контактів загальна проблема перемикачів і реле. В електротехніці це не так важливо, як в електроніці, де брязкіт може викликати невірне трактування логічних значень імпульсів в потоці даних.
Для уникнення чи мінімізації подрібнень імпульсу слід забезпечувати якнайшвидше замикання контактів та достатнє контактне зусилля.
Брязкоту контактів уникали завдяки ртутним контактам, але наразі від цього відмовляються, через токсичність ртуті.
Брязкіт можна відфільтрувати, обмеживши швидкоплинні викиди. В цифрових системах застосовують затримки, кратні вибірки, щоб до системи обробки інформації перехідні імпульси не потрапляли.